# Arturo Gatti
Arturo «Thunder» Gatti (Cassino, Lacio, 15 de abril de 1972-Porto de Galinhas, Pernambuco, 11 de julio de 2009) fue un boxeador profesional italiano con nacionalidad canadiense. Se crio en Montreal, Quebec, Canadá. Con 19 años se trasladó a Jersey City, Nueva Jersey, al comenzar su carrera como boxeador profesional. Volvió a Montreal después de retirarse del boxeo. 
Gatti participó en "pelea del año" de la revista Ring Magazine un total de cuatro veces (1997, 1998, 2002 y 2003). Anunció su retiro el 14 de julio de 2007.

## Trayectoria aficionado
Fue un miembro del equipo nacional canadiense, y estaba entrenando para representar a Canadá en los Juegos de Verano de 1992, pero en 1991, con 19 años, decidió convertirse en profesional en su lugar. 

## Trayectoria profesional

### Inicios
Hizo su debut como profesional la noche del 6 de octubre de 1991 en el Meadowlands Convention Center, en Secaucus, Nueva Jersey, ante Jose Gonzales (0-1), al que vencería por KOT en 3 asaltos. 
Encadenó 6 victorias seguidas hasta el 17 de noviembre de 1992, cuando se enfrentó a King Salomon (5-1-3) en el Blue Horizon de Philadelphia, Pensilvania, la que significó su primera derrota como profesional por decisión dividida. 
Tras esta derrota viajó a Europa para enfrentar al búlgaro Plamen Gechev (4-5)en el Sportpaleis Ahoy' de Róterdam, Holanda, ganando por TKO en un asalto. Tras vencer a Gechev, tuvo una racha de 9 victorias consecutivas, 8 de ellas por nocaut, antes de conseguir un combate ante Pete Taliaferro (25-2) con el cinturón de la USBA de la categoría junior lightweight en juego. Un agresivo Gatti salió desde la campanada inicial a buscar el KO y antes de ir al descanso lo consiguió con un golpe volado a la mandíbula de Taliaferro. 
Retuvo el título de la USBA en 2 ocasiones ante Richard Salazar (13-5-2) por KOT y ante Jose Sanabria (21-10-3) por puntos para después dejar vacante el título.
Su siguiente pelea fue ante Ruslan Smolenkov (0-3), nuevamente en Holanda, al que ganó por KO en el primero. Después noquearía a Tialano Tovar (9-8-1), Barrington Francis (21-6-4) y Carlos Vergara (16-11) antes de obtener su primera oportunidad por un título mundial.

### Campeón mundial Junior Lightweight 130 libras
El 15 de diciembre de 1995, Arturo Gatti tendría su primera oportunidad por un título mundial ante el campeón de la FIB del peso junior lightweight Tracy Harris Patterson (54-3-1) en el Madison Square Garden de Nueva York. Fue un combate cerrado, aunque Gatti supo manejar a Patterson durante toda la pelea e incluso mandarle a la lona. Finalmente la pelea se fue a las cartulinas que señalaron un 116-111, 115-113 y 114-113 para el nuevo campeón mundial Arturo Gatti.
Su siguiente pelea sería su primera defensa de su cetro FIB junior lightweight ante el dominicano Wilson Rodríguez (44-7-3) nuevamente en el Madison Square. Fue una gran pelea, con grandes golpes por parte de ambos boxeadores, pero con más dominio de Rodríguez, que incluso cerró el ojo derecho del campeón y le mandó al piso. En el sexto round Gatti y Rodríguez intercambiaban feroces golpes, aunque fue Gatti quién con un gancho consiguió derribar a Rodríguez que no consiguió ponerse en pie. este combate estuvo nominado a Pelea del Año. Antes de finalizar 1996, Gatti se apuntaría una victoria por KO ante Feliciano Correa (15-5).
El 22 de febrero de 1997 se celebraría la revancha entre Gatti y Patterson en el Convention Center de Atlantic City, Nueva Jersey. Gatti dominó ampliamente al ahora aspirante Patterson, hasta llegar a las cartulinas de los jueces que esta vez señalaron un 118-108, 117-109 y 116-110 para el todavía campeón Arturo Gatti que elevaba su marca a 27-1 con 22 KO. Disputó un combate ante el ex-campeón del peso pluma Calvin Groove (49-8) que ganó por decisión técnica en el 7 sin exponer el título de la FIB.
El 4 de octubre de ese año expondría el título ante Gabriel Ruelas (44-3) en el Caesar Palace de Las Vegas, Nevada. Fue una gran pelea, con un intenso intercambio durante todo el combate entre ambos púgiles. En el cuarto asalto una serie de golpes de Ruelas sobre Gatti culminó con un gancho al rostro del campeón que quedó aturdido, lo que propicio que el mexicano golpease a Gatti hasta 15 veces seguidas antes de que sonara la campana. en el quinto round Gatti, que salía con el ojo cerrado por los golpes, y Ruelas siguieron intercambiando golpes hasta que a los 2.22 minutos del asalto el todavía campeón conectaba un gancho en la mandíbula de Gabriel Ruelas para mandarlo a la lona. El aspirante se puso en pie pero en un estado que hizo que el árbitro Benji Esteves detuviese la pelea para la tercera defensa de título de Gatti. El combate fue elegido Pelea del Año 1997.
1998 no fue un buen año para Gatti pues perdió las 3 peleas que disputó. El 17 de enero de 1998 se enfrentó a Ángel "Diablo" Manfredy (22-2-1) en el Convention Hall de Atlantic City. Manfredy dominó a Gatti incluso lo mandó a la lona de manera aparatosa en el tercer asalto. Finalmente los doctores detuvieron el combate en favor de Manfredy debido a un corte en el párpado de Gatti.
El 22 de agosto se enfrentaría a Ivan Robinson (25-2) en el Convention Hall de Atlantic City. Fue un gran combate con Gatti golpeando a Robinson con ganchos y fuertes golpes volados y Robinson por su parte manejando el combate a la distancia con una gran técnica. En el cuarto asalto Gatti conectaría un derechazo en el rostro de Robinson para mandarle al piso, aunque este se recuperó. Finalmente las cartulinas de los jueces señalaron 93-98, 94-96 y 96-93 para el vencedor por decisión dividida Ivan Robinson. El combate fue seleccionado Pelea del Año 1998.
Antes de Finalizar el año se daría la revancha entre Gatti y Robinson, el 12 de diciembre esta vez en el Trump Taj Mahal de Atlantic City. La pelea se fue del lado de Robinson, que manejo durante todo el combate a la distancia a Gatti que intentaba golpear el cuerpo de su oponente. En el octavo round el árbitro Benji Estévez descontó un punto a Gatti por golpes bajos, lo cual le puso más cuesta arriba la pelea. Finalmente se cumplieron los 10 asaltos y las cartulinas de los jueces marcaron un doble 94-95 y 92-97 nuevamente para Robinson.
En 1999 tan solo disputó un combate en categoría Junior welterweight el 14 de agosto ante Reyes Muñoz (21-3) en el Foxwoods Resorts de Mashantucket, Connecticut. Gatti noqueó a Muñoz en el primer asalto y este tuvo que ser retirado en camilla.
Gatti regresó en categoría Junior lightweight el 26 de febrero de 2000 enfrentando al exmonarca mundial del peso superpluma y ligero Joey Gamache (55-3) en el Madison Square Garden de Nueva York. Gatti salió agresivo y con una gran pegada desde la campanada inicial, enviando de manera muy aparatosa al piso a Gamache. Gatti cerraría el combate con una fuerte combinación al rostro de Gamache, que quedó totalmente KO. Una demanda posterior por los controladores de Gamache afirmaba que Gatti había ganado 19 libras desde el pesaje el día anterior y por lo tanto tenía una gran ventaja sobre Gamache. Como consecuencia de la lucha, los reguladores de boxeo impulsaron una nueva ley que limita la cantidad de peso que un boxeador puede ganar entre el pesaje y la hora de la pelea. Gatti también fue acusado por los controladores de Gamache de no haber hecho realidad el peso contratado de 141 libras. Después del Gatti-Gamache, algunas comisiones de boxeo de peso boxeadores comenzaron a pesar una segunda vez. Disputó 2 combates más en el 2000 en categoría Junior welterweight ante Eric Jakubowski (19-4-5) al que venció por KOT en 2 asaltos y Joe Hutchinson (18-0-2) por decisión unánime.

### Gatti vs De la Hoya
El 24 de marzo de 2001, Gatti haría su cuarta pelea en peso wélter enfrentando a Óscar de la Hoya (32-2) en el MGM Grand de Las Vegas, Nevada, en una pelea sin título en juego, aunque el vencedor estaría a las puertas de disputar un mundial. 
De la Hoya dominó toda la pelea, mostrándose ampliamente superior a Gatti. El "Golden Boy" atacaba con combinaciones y buenos movimientos de esquiva ante un Gatti que poco más podía hacer que lanzar golpes al vacío y recibirlos. Gatti salió al cuarto round con el ojo derecho cerrado y De la Hoya se mostraba sin piedad, aunque Gatti, fiel a su estilo, seguiría yendo recto a por su oponente. Finalmente de la Hoya, fiel a su estilo, descargó una combinación de golpes sobre el rostro y cuerpo de Gatti, lo que propicio que el árbitro Jay Nady detuviese la pelea en favor de Óscar de la Hoya por KOT en el quinto round.
No volvería a pelear en 2001, volvería el 26 de enero de 2002 venciendo a Terron Millett (26-2-1) por nocaut técnico en el 4.

### Gatti vs Ward
Gatti, que llegaba con un récord de 34 victorias, 28 de ellas por KO, y 5 derrotas bajó del peso wélter al superligero para enfrentarse a Micky "Irish" Ward (37-11) en el Mohegan Sun Casino de Uncasville, Connecticutt, el 18 de mayo de 2002. Sobre el papel parecía un combate fácil para Gatti, pero no fue ni mucho menos así. El italiano salió muy fuerte desde el primer asalto, descargando fuertes golpes sobre Ward intentando noquearle en los primeros asaltos, aunque esa energía iría menguando ya que Ward resistió y la pelea todavía iba a ser muy larga. Todos los asaltos fueron una guerra sin cuartel para ambos púgiles aunque con el paso de los asaltos Ward fue quien dominó la situación. En el noveno round, Ward conectaría un gancho sobre el hígado de Gatti para mandarle al piso, este superó la cuenta del árbitro y se pondría en pie para dar la mejor parte del combate. Gatti sabía que con esa caída iba por detrás en las cartulinas, así que intentó noquear a Ward durante lo que restaba de asalto. Hubo un gran intercambio durante el resto del asalto y a Gatti y Ward les resultó imposible derribarse debido a la fuerza y el coraje de los dos. Finalmente sonó la campana y la pelea se fue a las cartulinas que señalaban un 94-94, 93-95 y 93-94 para el vencedor por decisión mayoritaria Micky "Irish" Ward. Este combate fue elegido Pelea del Año 2002 y el noveno asalto está elegido como Asalto del Siglo, además de que muchos consideran esta pelea entre las 3 mejores de la historia.

### Gatti vs Ward II
El 23 de noviembre de 2002 se dio la esperada revancha entre Gatti y Ward, esta vez en el Boardwalk Hall de Atlantic City, New Jersey. Esta vez Gatti salió con una nueva estrategia, sin dejarse llevar y con unos buenos movimientos de esquiva y golpeos castigó duramente a Micky Ward, incluso conectó un derechazo en el tercer asalto que acabó con el irlandés en el piso. El combate fue dominado por Gatti aunque Ward, una vez más, demostró una casta y una resistencia excepcional. Se cumplieron las 10 rondas y esta vez las tarjetas señalaban un doble 98-91 y 98-90 en favor de Gatti.

### Gatti vs Ward III
Finalmente, el 7 de junio de 2003 y nuevamente en el Boardwalk Hall, se celebró el tercer episodio de la saga Gatti vs Ward. Gatti comenzó el combate con una estrategia similar a la del anterior y se llevó los primeros asaltos conectando fuertes golpes al irlándes. En el cuarto round Gatti lanzaría un gancho buscando el hígado de Ward, aunque el golpe acabó en la cadera de este y fracturó su mano derecha, circunstancia que Ward aprovecharía. A partir de ese momento Gatti buscó mantener una distancia con su rival debido a que no podía usar con tanta frecuencia su mano derecha y tuvo que trabajar gran parte de la pelea con su mano izquierda. Ward por su parte conectaba fuertes crochés sobre el rostro de Gatti y con uno de esos golpes le envió al suelo en el sexto asalto. Los asaltos finales fueron dominados por Gatti aunque ambos dejaron una gran imagen en un final de pelea memorable. Tras los 10 asaltos los jueces fallaron nuevamente en favor de Gatti, esta vez por un doble 96-93 y 97-92. Este combate fue elegido nuevamente Pelea del Año en 2003 y tras él Micky Ward se retiró con un récord de 38-13 con 27 KO.
El 24 de enero de 2004, Gatti también se recuperó de una fractura en la mano, marcó una décima ronda de la precipitación y derrotó a Gianluca Branco de Italia por 12 asaltos por decisión unánime para ganar el título mundial vacante del WBC super lightweight. El 24 de julio de 2004, noqueó al previamente invicto del excampeón del mundo Leonard Dorin en dos rondas en Atlantic City, para retener su título. Cabe señalar que Dorin se abandonó con un golpe al cuerpo único.
Gatti realizó la segunda defensa de su título del WBC contra el excampeón de peso ligero junior Jesse James Leija el 29 de enero de 2005. Gatti venció a Leija por nocaut en la quinta ronda. En su próxima pelea, Gatti peleó contra el excampeón mundial del peso super pluma y ligero Floyd Mayweather Jr. el 25 de junio de 2005. Recibió una paliza terrible y la esquina de Gatti tiró la toalla en el descanso del sexto asalto, poniendo así fin a su título.
Después de la derrota ante Mayweather, Gatti se trasladó a la división wélter. Venció a Thomas Damgaard el 28 de enero de 2006, por nocaut técnico y ganó el título vacante del peso wélter IBA convirtiéndose en un campeón en 3 divisiones de peso diferentes. El 22 de julio de 2006, Gatti perdió por nocaut técnico ante Carlos Baldomir en la que sería su última pelea por conseguir el campeonato mundial de peso wélter. A continuación, rompió su relación con su entrenador Buddy McGirt y contrato como entrenador a su antiguo rival Micky Ward. Gatti intentó el regreso el 14 de julio de 2007, contra Alfonso Gómez, perdiendo por KO. Después de la pelea, Gatti anunció su retiro en el vestuario, según se informa quipping: "Vuelvo - como espectador".

## Después de su carrera
Se retiró con un récord de 40 victorias y pérdidas de 9, con 31 victorias por nocaut. El 24 de septiembre de 2008 habían aparecido informes que Gatti estaba considerando un regreso de peso wélter contra Montreal Decarie Antonin (ahora 31-2-0), Canadá y América del Norte campeón de boxeo de la Organización.

### Muerte
El 11 de julio de 2009, Gatti fue encontrado muerto en un hotel en Ipojuca, Pernambuco, Brasil, donde Gatti estaba de vacaciones con su esposa brasileña, Amanda Rodrigues, y su hijo de 10 meses de edad. La viuda de Gatti fue acusada de asesinato en primer grado después de encontrarse la correa de su bolso manchada de sangre. Gatti iba a asistir a la boda de su hermana el mismo día en Canadá. Rodrigues no pudo explicar cómo pasó 10 horas en la habitación del hotel sin darse cuenta de que Gatti estaba muerto. El excampeón de boxeo Acelino Freitas, quien fue un amigo cercano de Gatti, dijo que Gatti y Rodrigues tenían problemas y estaban a punto de separarse. El 30 de julio de 2009, se informó que la policía brasileña dictaminó la muerte de Gatti como suicidio y su viuda fue puesta en libertad. Sin embargo, el 31 de julio de 2009, se anunció que el gobierno canadiense buscaba más información de las autoridades brasileñas sobre la muerte de Gatti. 
La familia de Gatti también ha confirmado que habrá una segunda autopsia realizada en Quebec. El 1 de agosto, un patólogo contratado por la familia del excampeón de boxeo dijo que las autoridades brasileñas pasaron por alto moretones en el cuerpo de Gatti en la autopsia inicial. Examinadores de Montreal llevarán a cabo más pruebas de toxicología en Canadá y también se espera de más información sobre la escena de la muerte de los investigadores en Brasil. "Hubo lesiones definitivas que no habían sido vistas por las autoridades brasileñas", dijo Baden.

## Récord profesional
| 40 Ganadas (31 KOs), 9 Derrotas |        |                        |      |               |            |                                                                 | |
| Res.                            | Récord | Oponente               | Tipo | Rd., Tiempo   | Datos      | Localidad                                                       | Notas |
| D                               | 40–9   | Alfonso Gómez          | TKO  | 7 (10), 2:12  | 14-07-2007 | Boardwalk Hall, Atlantic City, Nueva Jersey                     | |
| D                               | 40–8   | Carlos Baldomir        | TKO  | 9 (12), 2:50  | 22-07-2006 | Boardwalk Hall, Atlantic City, Nueva Jersey                     | Pierde el título IBA en el peso wélter; Por los títulos mundiales CMB, The Ring y Lineal en el peso wélter |
| G                               | 40–7   | Thomas Damgaard        | TKO  | 11 (12), 2:54 | 28-01-2006 | Boardwalk Hall, Atlantic City, Nueva Jersey                     | Gana el título vacante IBA en el peso wélter                                                               |
| D                               | 39–7   | Floyd Mayweather Jr.   | RTD  | 6 (12), 3:00  | 25-06-2005 | Boardwalk Hall, Atlantic City, Nueva Jersey                     | Pierde el título mundial del CMB en el peso superligero                                                    |
| G                               | 39–6   | Jesse James Leija      | KO   | 5 (12), 1:48  | 29-01-2005 | Boardwalk Hall, Atlantic City, Nueva Jersey                     | Retiene el título mundial del CMB en el peso superligero                                                   |
| G                               | 38–6   | Leonard Doroftei       | KO   | 2 (12), 2:55  | 24-07-2004 | Boardwalk Hall, Atlantic City, Nueva Jersey                     | Retiene el título mundial del CMB en el peso superligero                                                   |
| G                               | 37–6   | Gianluca Branco        | UD   | 12            | 24-01-2004 | Boardwalk Hall, Atlantic City, Nueva Jersey                     | Gana el título mundial vacante del CMB en el peso superligero                                              |
| G                               | 36–6   | Micky Ward             | UD   | 10            | 07-06-2003 | Boardwalk Hall, Atlantic City, Nueva Jersey                     | |
| G                               | 35–6   | Micky Ward             | UD   | 10            | 23-11-2002 | Boardwalk Hall, Atlantic City, Nueva Jersey                     | |
| D                               | 34–6   | Micky Ward             | MD   | 10            | 18-05-2002 | Mohegan Sun Arena, Montville, Connecticut                       | |
| G                               | 34–5   | Terron Millett         | TKO  | 4 (10), 2:23  | 26-01-2002 | The Theater at Madison Square Garden, New York City, Nueva York | |
| D                               | 33–5   | Oscar De La Hoya       | TKO  | 5 (10), 1:16  | 24-03-2001 | MGM Grand Garden Arena, Paradise, Nevada                        | |
| G                               | 33–4   | Joe Hutchinson         | UD   | 10            | 08-09-2000 | Molson Centre, Montreal, Quebec, Canadá                         | |
| G                               | 32–4   | Eric Jakubowski        | TKO  | 2 (10), 0:40  | 29-04-2000 | Madison Square Garden, New York City, Nueva York                | |
| G                               | 31–4   | Joey Gamache           | KO   | 2 (10), 0:41  | 26-02-2000 | Madison Square Garden, New York City, Nueva York                | |
| G                               | 30–4   | Reyes Munoz            | TKO  | 1 (10), 3:09  | 14-08-1999 | Foxwoods Resort Casino, Ledyard, Connecticut                    | |
| D                               | 29–4   | Ivan Robinson          | UD   | 10            | 12-12-1998 | Etess Arena, Atlantic City, Nueva Jersey                        | |
| D                               | 29–3   | Ivan Robinson          | SD   | 10            | 22-08-1998 | Boardwalk Hall, Atlantic City, Nueva Jersey                     | |
| D                               | 29–2   | Angel Manfredy         | TKO  | 8 (10), 2:57  | 17-01-1998 | Boardwalk Hall, Atlantic City, Nueva Jersey                     | |
| G                               | 29–1   | Gabriel Ruelas         | TKO  | 5 (12), 2:22  | 04-10-1997 | Boardwalk Hall, Atlantic City, Nueva Jersey                     | Retiene el título mundial de la FIB en el peso superpluma                                                  |
| G                               | 28–1   | Calvin Grove           | RTD  | 7 (10), 3:00  | 04-05-1997 | Circus Maximus Showroom, Atlantic City, Nueva Jersey            | |
| G                               | 27–1   | Tracy Harris Patterson | UD   | 12            | 22-02-1997 | Convention Hall, Atlantic City, Nueva Jersey                    | Retiene el título mundial de la FIB en el peso superpluma                                                  |
| G                               | 26–1   | Feliciano Correa       | KO   | 3 (10), 2:05  | 11-07-1996 | Madison Square Garden, New York City, Nueva York                | |
| G                               | 25–1   | Wilson Rodríguez       | KO   | 6 (12), 2:16  | 23-03-1996 | The Theater at Madison Square Garden, New York City, Nueva York | Retiene el título mundial de la FIB en el peso superpluma                                                  |
| G                               | 24–1   | Tracy Harris Patterson | UD   | 12            | 15-12-1995 | Madison Square Garden, New York City, Nueva York                | Gana el título mundial de la FIB en el peso superpluma                                                     |
| G                               | 23–1   | Carlos Vergara         | TKO  | 1 (10), 0:57  | 07-10-1995 | Convention Hall, Atlantic City, New Jersey                      | |
| G                               | 22–1   | Barrington Francis     | TKO  | 6 (10)        | 13-07-1995 | Circus Maximus Showroom, Atlantic City, New Jersey              | |
| G                               | 21–1   | Tialano Tovar          | KO   | 1 (10), 1:41  | 22-04-1995 | Bally's Park Place, Atlantic City, New Jersey                   | |
| G                               | 20–1   | Roman Smolenkov        | KO   | 1             | 09-03-1995 | Martinihal, Groningen, Países Bajos                             | |
| G                               | 19–1   | José Sanabria          | UD   | 12            | 22-11-1994 | Meadowlands Exposition Center, Secaucus, New Jersey             | Retiene el título USBA del peso superpluma                                                                 |
| G                               | 18–1   | Richard Salazar        | TKO  | 10 (12), 2:29 | 16-08-1994 | The Blue Horizon, Philadelphia, Pennsylvania, U.S.              | Retiene el título USBA del peso superpluma                                                                 |
| G                               | 17–1   | Pete Taliaferro        | TKO  | 1 (12), 3:00  | 28-06-1994 | Meadowlands Exposition Center, Secaucus, New Jersey             | Gana el título USBA del peso superpluma                                                                    |
| G                               | 16–1   | Darrell Singleton      | TKO  | 1 (8), 0:41   | 06-05-1994 | Convention Hall, Atlantic City, New Jersey                      | |
| G                               | 15–1   | Leon Bostic            | MD   | 8             | 08-01-1994 | Friar Tuck Inn, Catskill, New York                              | |
| G                               | 14–1   | Glenn Irizarry         | TKO  | 1             | 11-11-1993 | Melville Hilton Hotel, Huntington, New York                     | |
| G                               | 13–1   | Derek Francis          | KO   | 1             | 23-10-1993 | Sands, Atlantic City, New Jersey                                | |
| G                               | 12–1   | Luis Guzmán            | KO   | 1             | 24-08-1993 | Steel Pier, Atlantic City, New Jersey                           | |
| G                               | 11–1   | Robert Scott           | KO   | 1             | 30-07-1993 | Ramada Hotel, New York City, New York                           | |
| G                               | 10–1   | Christino Suero        | KO   | 3 (8), 1:55   | 20-06-1993 | Broadway by the Bay Theater, Atlantic City, New Jersey          | |
| G                               | 9–1    | Clifford Hicks         | KO   | 3             | 15-05-1993 | Memorial High School, Brick Township, New Jersey                | |
| G                               | 8–1    | Curtis Mathis          | TKO  | 3             | 07-04-1993 | Robert Treat Hotel, Newark, New Jersey                          | |
| G                               | 7–1    | Plamen Gechev          | TKO  | 1             | 23-03-1993 | Sportpaleis van Ahoy, Róterdam, Países Bajos                    | |
| D                               | 6–1    | King Solomon           | SD   | 6             | 17-11-1992 | The Blue Horizon, Philadelphia, Pennsylvania                    | |
| G                               | 6–0    | Joe Lafontant          | UD   | 6             | 15-05-1992 | Etess Arena, Atlantic City, New Jersey                          | |
| G                               | 5–0    | Antonio González       | TKO  | 1 (4), 1:35   | 22-04-1992 | Brendan Byrne Arena, East Rutherford, New Jersey                | |
| G                               | 4–0    | Francisco Aguiano      | TKO  | 1             | 22-10-1991 | The Blue Horizon, Philadelphia, Pennsylvania                    | |
| G                               | 3–0    | Richard De Jesus       | TKO  | 1 (4), 0:28   | 02-08-1991 | Quality Inn Hotel, Newark, New Jersey                           | |
| G                               | 2–0    | Luis Melendez          | KO   | 1 (4), 0:19   | 09-07-1991 | The Blue Horizon, Philadelphia, Pennsylvania                    | |
| G                               | 1–0    | Jose Gonzales          | TKO  | 3 (4), 1:27   | 10-06-1991 | Meadowlands Exposition Center, Secaucus, New Jersey             | Professional debut                                                                                         |